# Salud-La Salle
Salud-La Salle es el nombre de uno de los cinco distritos en los que se divide administrativamente la ciudad de Santa Cruz de Tenerife (Canarias, España).
La sede del distrito se localiza en el barrio del Chapatal, en las instalaciones del Ayuntamiento situadas en el Parque de La Granja.

## Características
El distrito se emplaza en la parte central de la ciudad, entre el Polígono Costa Sur y el barranco de Santos y desde el puerto hasta el límite del municipio con San Cristóbal de La Laguna. Se trata de una zona hacia la que se extendió Santa Cruz décadas atrás que se ha integrado perfectamente en el centro urbano de la ciudad. Fue la zona de expansión del municipio durante parte del siglo xx.
Es el más poblado de los distritos con 65.183 habitantes en 2012.

### Barrios
| Denominación     | Superficie | Población (2010) |
| ---------------- | ---------- | ---------------- |
| Buenavista       | 0,13 km²   | 4.235 hab.       |
| Cruz del Señor   | 0,12 km²   | 4.315 hab.       |
| Cuatro Torres    | 0,17 km²   | 3.823 hab.       |
| Cuesta de Piedra | 0,04 km²   | 613 hab.         |
| El Cabo          | 0,14 km²   | 701 hab.         |
| El Chapatal      | 0,32 km²   | 4.613 hab.       |
| El Perú          | 0,3 km²    | 5.706 hab.       |
| La Salle         | 0,52 km²   | 14.864 hab.      |
| La Salud         | 0,69 km²   | 13.111 hab.      |
| La Victoria      | 0,05 km²   | 956 hab.         |
| Los Gladiolos    | 0,4 km²    | 8.681 hab.       |
| Los Llanos       | 1,04 km²   | 2.401 hab.       |
| San Sebastián    | 0,07 km²   | 1.762 hab.       |
| Villa Ascensión  | 0,15 km²   | 2.135 hab.       |
| Total Distrito   | 4,14 km²   | 67.916 hab.      |

## Demografía
| 2005   | 2006   | 2007   | 2008   | 2009   | 2010   |
| ------ | ------ | ------ | ------ | ------ | ------ |
| 67.821 | 70.120 | 69.473 | 69.326 | 68.141 | 67.916 |

## Representantes
En la legislatura 2011-2015 el Tagoror del Distrito está representado por la Concejal-Presidente Alicia Álvarez González (PSOE), y por los vocales Estefanía Hernández Ramos, Vanesa Martín Díaz, Diego Gonzalo Duboy y Carmen Tejera Rosa a propuesta de CC-PNC-CCN; Yaiza Rodríguez Hernández, Manuel Andrés Yanes Hernández, María del Carmen Delgado Montesinos y Nicodemus Abraham Monzón Paz a propuesta del PP; Mauricio Cimorra Pena, Julio León Martín Álvarez y María del Carmen Fernández Portas a propuesta del PSOE; Dailos Hernández Felipe a propuesta de XTF, y por Cristina Pérez Spiess a propuesta de CSC.

## Lugares de interés
- Castillo de San Juan
- Ermita de San Telmo
- Ermita de Nuestra Señora de Regla

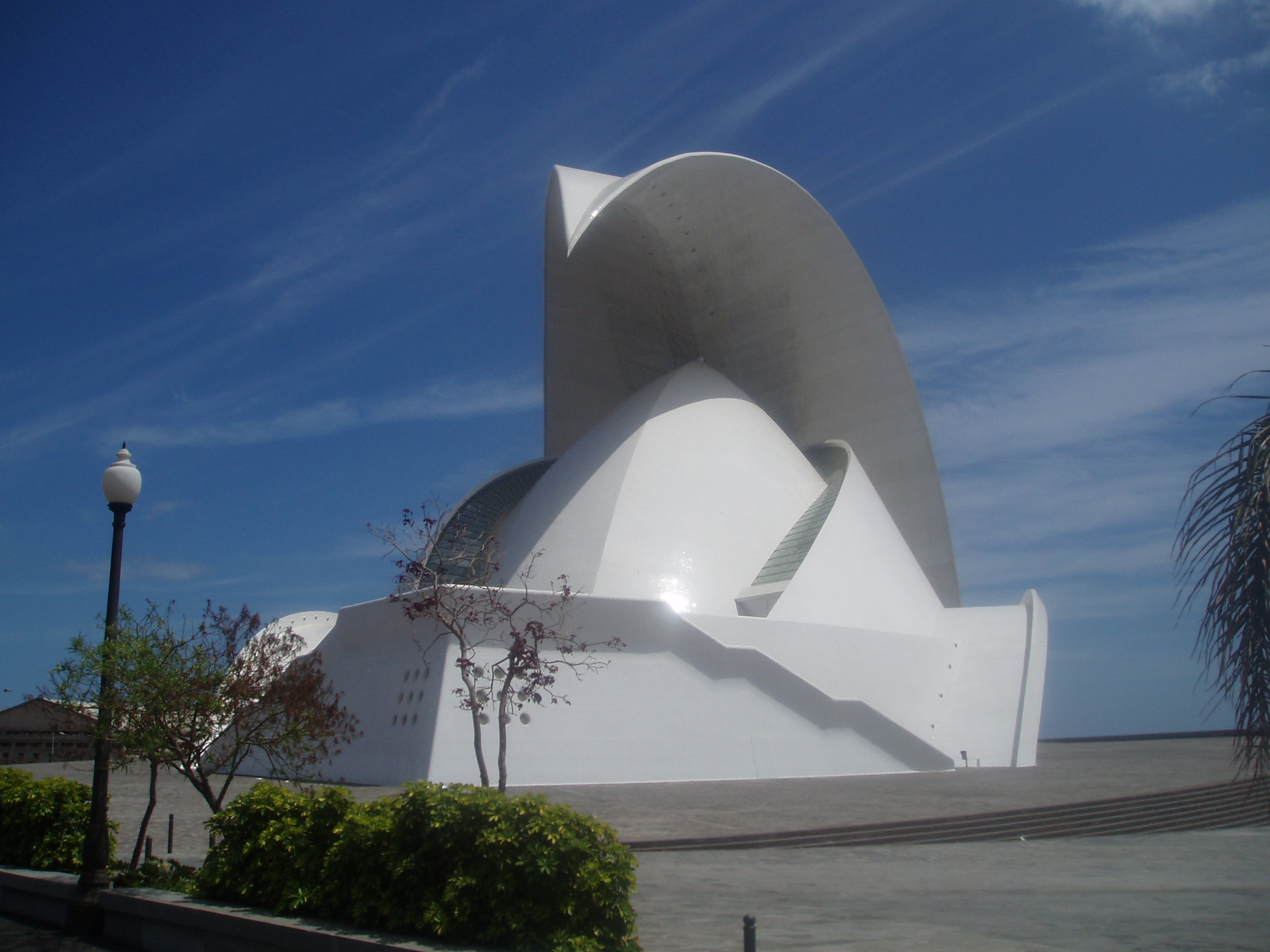
Auditorio de Tenerife.

- Presidencia del Gobierno de Canarias
- Auditorio de Tenerife Adán Martín
- Torres de Santa Cruz
- Centro Internacional de Ferias y Congresos de Tenerife
- World Trade Center Tenerife
- Museo de la Naturaleza y el Hombre
- TEA - Tenerife Espacio de las Artes
- Casa de Cultura del Gobierno de Canarias (Biblioteca Pública del Estado)
- Intercambiador de Transportes de Santa Cruz de Tenerife
- Estadio Heliodoro Rodríguez López
- Parque Marítimo César Manrique
- Piscina Municipal de Santa Cruz de Tenerife
- Parque de La Granja
- Palmetum de Santa Cruz de Tenerife
- Mercado de Nuestra Señora de África
- Centro Comercial Tres de Mayo
- Centro Comercial Meridiano
- Centro Comercial El Corte Inglés